# Altwis

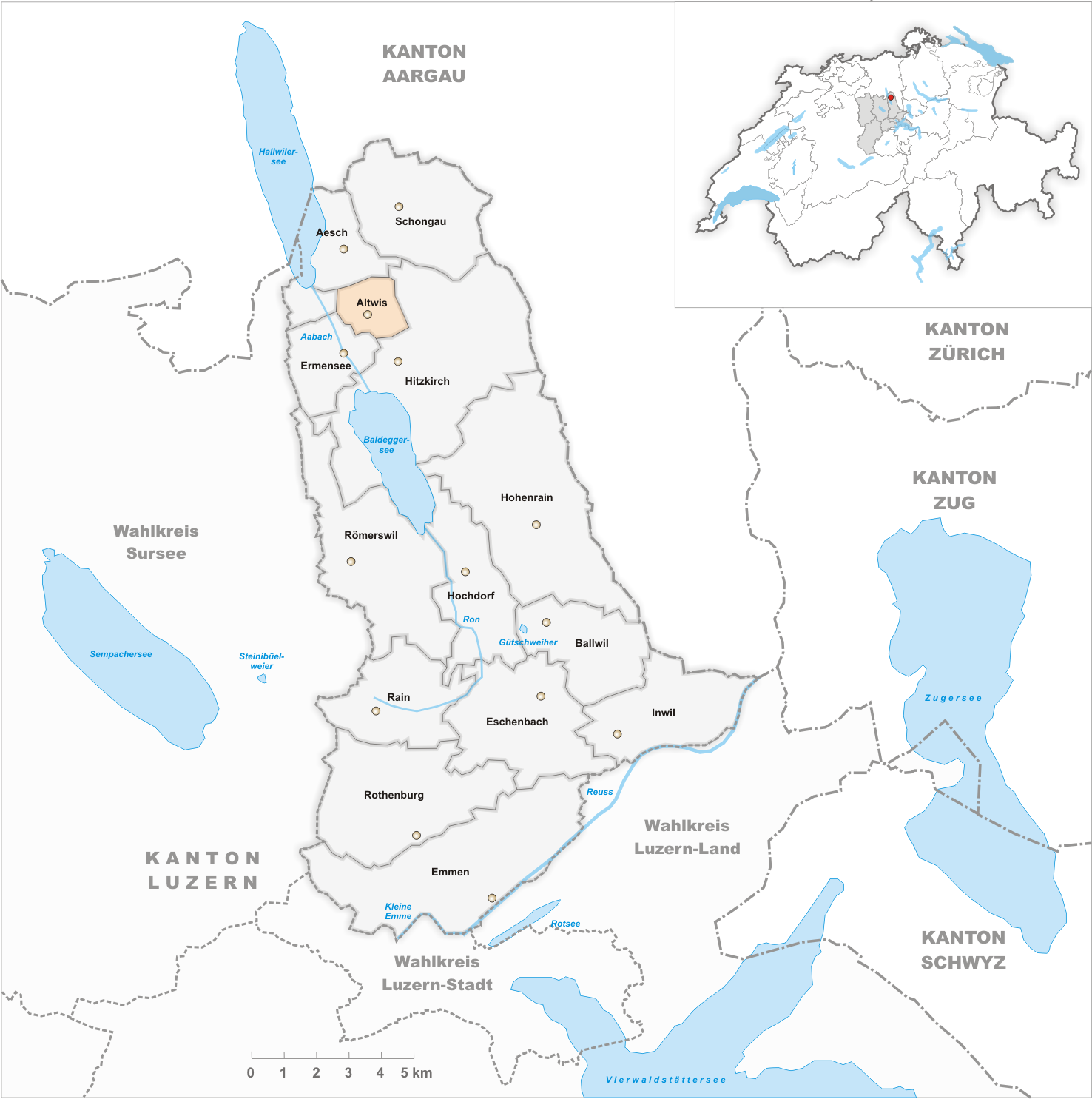
Gemeindestand vor der Fusion am 1. Januar 2021

Altwis (in einheimischer Mundart [ɑltˈʋis]) ist eine Ortschaft in der Gemeinde Hitzkirch im Wahlkreis Hochdorf des Kantons Luzern in der Schweiz. Am 1. Januar 2021 fusionierte sie mit der Gemeinde Hitzkirch.

## Geographie
Das Dorf liegt zwischen Baldegger- und Hallwilersee im luzernischen Teil des Seetals. Das ehemalige Gemeindegebiet umfasste 293 ha, davon 3 ha Seengebiet. Von der Landfläche wurden 63,8 % landwirtschaftlich genutzt; 29,0 % waren Wald und Gehölz und 7,2 % Siedlungsfläche.
Nachbargemeinden von Altwis waren die Luzerner Gemeinden Aesch im Norden, Ermensee im Südwesten und Westen sowie Hitzkirch im Süden, Westen und Osten.

## Bevölkerung

### Sprachen
Umgangssprache ist eine hochalemannische Mundart. Bei der Volkszählung 2000 gaben 89,83 % Deutsch, 8,19 % Albanisch und 2,35 % Serbokroatisch als Hauptsprache an.

### Religionen – Konfessionen
Die Bevölkerung ist traditionell römisch-katholisch. Bei der letzten Volkszählung im Jahr 2000 waren noch 75,14 % römisch-katholische Christen. Daneben wurden 9,32 % Muslime, 6,50 % evangelisch-reformierte Christen und 4,52 % Konfessionslose gezählt.

### Herkunft – Nationalität
Ende 2015 waren von den 416 Einwohnern 363 Schweizer und 53 Ausländer. Die Einwohnerschaft bestand aus 88,26 % Schweizer Staatsbürgern. Ende 2015 stammten die ausländischen Einwohner aus Mazedonien (18 Personen; 4,33 %), Deutschland (11 Personen; 2,64 %), Österreich, Rumänien und Sri Lanka (je 4 Personen; 0,96 %), Eritrea und Slowakei (je 3 Personen; 0,72 %) sowie anderen Ländern Europas (6 Personen; 1,44 %).

### Bevölkerungsentwicklung
Die Einwohnerzahl stieg von 1798 bis 1837 von 330 auf 417 Einwohner und erreichte ihren Höchststand mit 422 Personen im Jahr 1870. Danach sank sie massiv bis ins Jahr 1920. Zwischen 1920 und 1950 wuchs sie wieder an, um anschliessend bis 1970 wieder auf den Tiefpunkt von 295 Bewohnern zu sinken. Eine letzte Wachstumsphase dauerte von 1970 bis 2012 (1970–2012: +39,32 %).
Quelle: 1680 Kantonale Zählung; 1798 Helvetische Volkszählung; 1837 Eidgenössische Zählung; danach Bundesamt für Statistik – 1850 bis 2000 Volkszählungsergebnisse, 2010 ESPOP, seit 2011 STATPOP

## Geschichte

Luftbild (1953)

Die Gegend war bereits früh besiedelt. Ein 50 × 20 m grosses Refugium im Äbnetwald oberhalb von Altwis, das vermutlich aus der Völkerwanderungszeit stammt, weist darauf hin. Erstmals indirekt erwähnt wurde der Ort im Jahr 1113, als eine Schenkungsurkunde des Klosters St. Blasien im Schwarzwald einen Bernhard von Altwis nannte. 1150 wurde der Hof Altwise erstmals direkt erwähnt. 1173 übernahmen die Grafen von Kyburg die Herrschaft, im Jahr 1264 die Habsburger. Die Herren von Heidegg verwalteten die Gemeinde als Teil des Amtes Richensee. Von 1415 bis 1803 gehörte die Gemeinde zu den Freien Ämtern. Dann kam sie zu Luzern und zum neugebildeten Amt Hochdorf.

## Politik

### Kantonsratswahlen
Bei den Kantonsratswahlen 2015 des Kantons Luzern betrugen die Wähleranteile in Altwis: SVP 39,2 %, CVP 31,1 %, FDP 11,5 %, GPS 9,8 %, SP 5,8 %, glp 2,5 %.

### Nationalratswahlen
Bei den Schweizer Parlamentswahlen 2015 betrugen die Wähleranteile in Altwis: SVP 32,4 %, CVP 29,7 %, FDP 12,0 %, SP 9,8 %, GPS 8,0 %, glp 5,0 %, BDP 1,7 %.

## Wirtschaft
Altwis ist traditionell ein Bauerndorf. Nebst den üblichen landwirtschaftlichen Produkten wurde bis 1900 auch Wein angebaut. Von den (Stand 2000) 211 Erwerbstätigen arbeitet allerdings die Hälfte auswärts – meist in anderen Gemeinden der Region. Von 174 Erwerbstätigen im Dorf arbeiten 70,1 % in der Landwirtschaft, bloss 9,2 % in Industrie und Gewerbe und 20,7 % in Dienstleistungsberufen (Stand 2001). Es gibt 45 Landwirtschaftsbetriebe.

### Verkehr

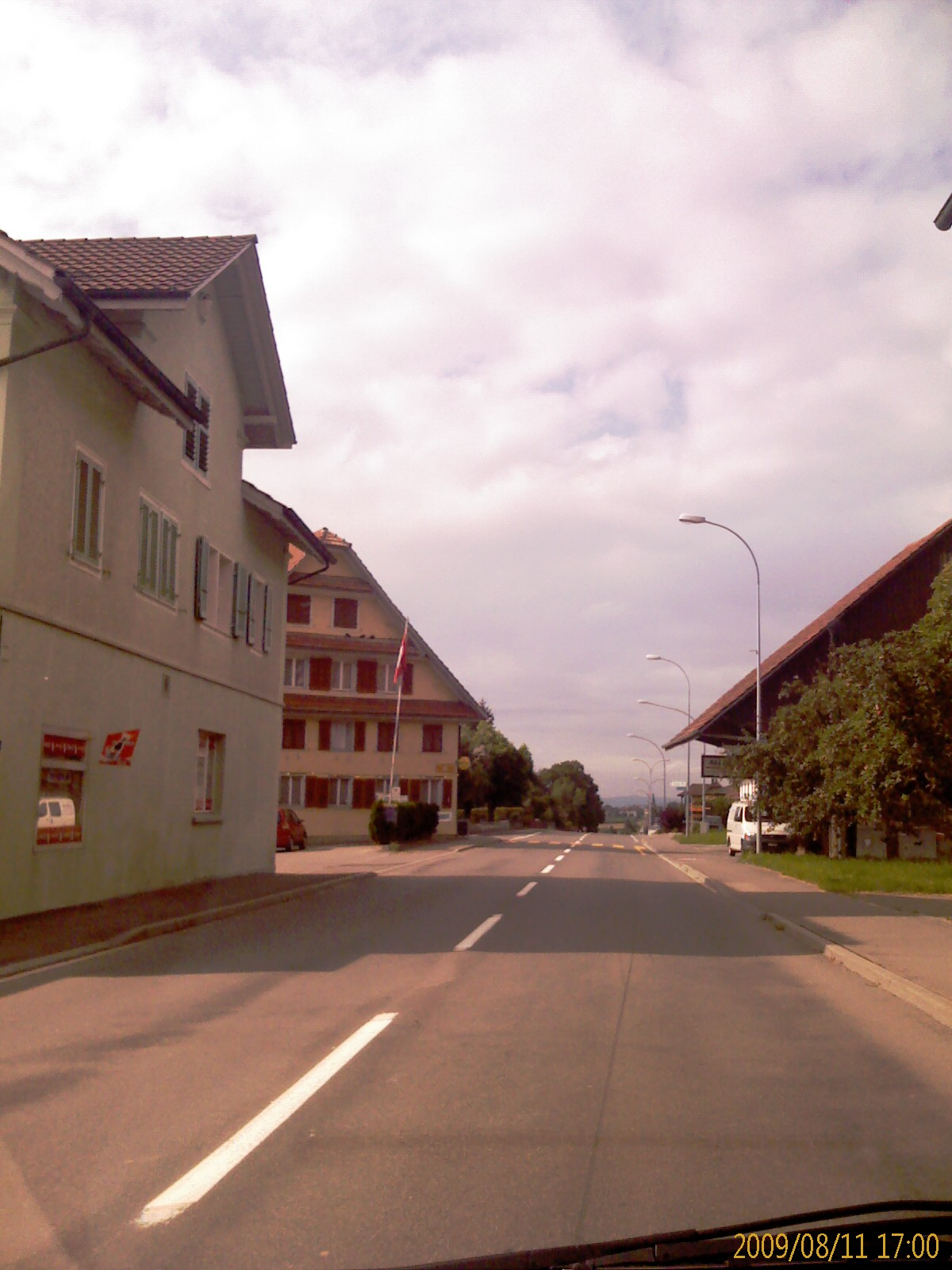
Altwis

Altwis liegt an der Strassenverbindung von Hochdorf nach Wohlen im Kanton Aargau. Durch den Bus von Hitzkirch nach Schongau LU ist die Gemeinde durch den Öffentlichen Verkehr erschlossen. Die Bahnstrecke Luzern-Lenzburg führt westlich der Gemeinde vorbei. Nächstgelegene Haltestelle ist Ermensee. Die nächstgelegenen Autobahnanschlüsse sind weit entfernt (Sursee 19 km, Lenzburg im Kanton Aargau gar 23 km).

## Schulen
Die Schule umfasst eine Eingangsstufe (Kindergarten, 1. und 2. Klasse) und das ganze Spektrum der Primarstufe, nachdem die Gemeinden Altwis und Mosen nach der Fusion von Mosen mit Hitzkirch ihre Kooperation im Schulangebot der Primarstufe aufgeben mussten.
Ab dem 7. Schuljahr besuchen die Kinder den Unterricht in Hitzkirch und Hochdorf.

## Persönlichkeiten
- Gregor Koch (1747–1816), Benediktinermönch, in Altwis geborener Abt des Klosters Muri im Kanton Aargau
- Johann Georg Krauer (1792–1845), der Dichter des Rütlilieds[6], starb in Altwis am 3. Oktober 1845
- Anastasius Hartmann (1803–1866), in Altwis geborener Kapuziner, Titularbischof und Apostolischer Vikar von Patna bzw. Bombay
- Alois Hartmann (* 1936 in Altwis), Journalist und Politiker (CVP)